# Meysey Hampton
Meysey Hampton est une paroisse civile et un village du Gloucestershire, en Angleterre.